# مشارك في البحث السريري
مشارك او مساعد البحث السريري ( CRA )، ويُطلق عليه أيضًا مراقب سريري أو مراقب التجارب ، هو متخصص في الرعاية الصحية يقوم بالعديد من الأنشطة المتعلقة بالأبحاث الطبية ، وخاصة التجارب السريرية . يعمل شركاء الأبحاث السريرية في بيئات مختلفة، مثل شركات الأدوية ومعاهد البحوث الطبية والوكالات الحكومية.   اعتمادًا على الولاية القضائية، على الرغم من ان متطلبات التعليم والشهادة المختلفة ليست مطلوبة عادة الا انها ضرورية في بعض الاحيان، لممارسة مهنة باحث مشارك في الأبحاث السريرية. يتم تحديد المهام الرئيسية لـلباحث المشارك من خلال إرشادات الممارسة السريرية الجيدة لمراقبة التجارب السريرية، مثل تلك التي وضعها المجلس الدولي لتنسيق المتطلبات الفنية للأدوية للاستخدام البشري . يتدرج مشارك البحث لاحقًا ليصبح قائد الجدوى، وقائد بدء الدراسة، ومدير المشروع، ومدير المشروع في شركة أدوية أو منظمة بحثية تعاقدية . عادةً ما يُطلب من مساعد البحث أن يكون حاصلاً على درجة أكاديمية في علوم الحياة ويحتاج إلى معرفة جيدة بالممارسات السريرية الجيدة واللوائح المحلية. 

## ملخص
وتتمثل المهمة الرئيسية لمساعد الباحث السريري في مراقبة التجارب السريرية . قد يعمل مشارك البحث مباشرة مع الشركة الراعية للتجربة السريرية، كموظف مستقل أو لمنظمة بحثية تعاقدية (CRO). يضمن مساعد البحث السريري الامتثال لبروتوكول التجارب السريرية ، ويتحقق من أنشطة الموقع السريري، ويقوم بزيارات ميدانية، ويراجع نماذج تقارير الحالة (CRFs)، ويتواصل مع منسقي الأبحاث السريرية .  كما يضمن شركاء الأبحاث السريرية أيضًا "حماية حقوق وسلامة ورفاهية الأشخاص الخاضعين للدراسة من البشر".  بالإضافة إلى ذلك، يجب على هيئة تنظيم الاتصالات "التأكد من حماية السلامة العلمية للبيانات المجمعة والتحقق منها" و"التأكد من توثيق الأحداث السلبية والإبلاغ عنها بشكل صحيح". 

## الشهادة والممارسة

### كندا
الجمعية الكندية لأخصائيي الأبحاث السريرية (CACRS) هي جمعية مهنية مسجلة فدراليًا في كندا (رقم التسجيل: #779602-1).   وهي منظمة غير ربحية تعمل على الترويج والدفاع نيابة عن أعضائها في مجال الأبحاث السريرية والتجارب السريرية. لدى الجمعية الكندية لأخصائيي الأبحاث السريرية برنامج اعتماد شامل يتضمن تعيين أخصائي الأبحاث السريرية (CRS)، وهو لقب احترافي يُمنح من خلال اجتياز اختبار مؤهل. يُطلب من المتقدمين الحاصلين على درجة الدكتوراه في الطب أو العلوم خبرة سابقة لمدة عامين، بينما يُطلب من حاملي درجة البكالوريوس خبرة سابقة لمدة 3 سنوات قبل إجراء الاختبار المؤهل. 

### الولايات المتحدة
في الولايات المتحدة تم تقنين قواعد الممارسة السريرية الجيدة في الباب 21 من قانون اللوائح الفيدرالية .  أدرجت CNNMoney مساعد أبحاث سريرية في المرتبة الرابعة على قائمتها "لأفضل الوظائف في أمريكا" في عام 2012، براتب متوسط قدره 90.700 دولار. 
جمعية شركاء الأبحاث السريرية (SOCRA) هي منظمة غير ربحية "مخصصة للتعليم المستمر وتطوير المتخصصين في الأبحاث السريرية".  قامت جمعية شركاء الأبحاث السريرية (SOCRA) بتطوير برنامج اعتماد دولي من أجل إنشاء معيار مقبول دوليًا للمعرفة والتعليم والخبرة والذي من خلاله سيتم الاعتراف بأخصائيي الأبحاث السريرية المعتمدين (CCRP®s) في الأبحاث السريرية. مجتمع. تم وضع المعايير التي يعتمد عليها برنامج الشهادة هذا من قبل هذه المنظمة لتعزيز الاعتراف والتميز المستمر في السلوك الأخلاقي للتجارب السريرية. توفر جمعية شركاء الأبحاث السريرية التدريب والتعليم المستمر وبرنامج الشهادات. يحصل مساعد البحث السريري المعتمد من خلال برنامج شهادات جمعية شركاء الأبحاث السريرية على تعيين أخصائي أبحاث سريرية معتمد (CCRP®). 
توفر رابطة محترفي الأبحاث السريرية (ACRP) شهادة لـمساعدي البحوث السريرية، خاصة بالوظيفة المنجزة.  يقدم ACRP تعيين مشارك أبحاث سريرية معتمد (CCRA®). لكي يتم اعتماد CCRA®، يجب على مساعد الأبحاث السريرية اجتياز اختبار CCRA® بالإضافة إلى تلبية المتطلبات المحددة الأخرى.  قبل إجراء الاختبار، يجب على المتقدم المحتمل إثبات أنه "يعمل بشكل مستقل عن طاقم التحقيق الذي يجري البحث في الموقع أو المؤسسة"، وذلك لضمان عدم إتاحة الفرصة للشخص لتغيير أي بيانات.  يجب على مقدم الطلب أيضًا إثبات أنه عمل لعدد مطلوب من الساعات وفقًا لبروتوكولات الدراسة والممارسات السريرية الجيدة، بما في ذلك التأكد من الإبلاغ عن التفاعلات الدوائية الضارة وإكمال جميع الوثائق اللازمة.  يعتمد عدد الساعات التي يجب إكمالها في أداء هذه الأنشطة على مستوى التعليم الذي تم تحقيقه؛ على سبيل المثال، يجب على الشخص الذي تخرج فقط من المدرسة الثانوية أن يؤدي 6000 ساعة، لكن الممرضة المسجلة أو الشخص الحاصل على درجة البكالوريوس أو الماجستير أو الدكتوراه في الطب يجب أن يؤدي 3000 ساعة فقط.   تم اعتماد برنامج شهادة مساعد البحث السريري التابع لـ ACRP من قبل اللجنة الوطنية لوكالات التصديق (NCCA)، وهي هيئة الاعتماد التابعة لمعهد التميز في الاعتمادات. 

## البرامج المعتمدة
ACRP
CCRPS
سكرا

## روابط خارجية
- رابطة محترفي الأبحاث السريرية (الولايات المتحدة والمملكة المتحدة)
- محترفو الأبحاث السريرية المعتمدون (الولايات المتحدة)
- الرابطة الكندية لأخصائيي الأبحاث السريرية
- جمعية البحوث السريرية في كندا (كندا)
- جمعية البحوث السريرية - مشارك معتمد في البحوث السريرية
- المبادئ التوجيهية للتراث الثقافي غير المادي
- جمعية شركاء الأبحاث السريرية (الولايات المتحدة)